# Chesa Planta (Samedan)

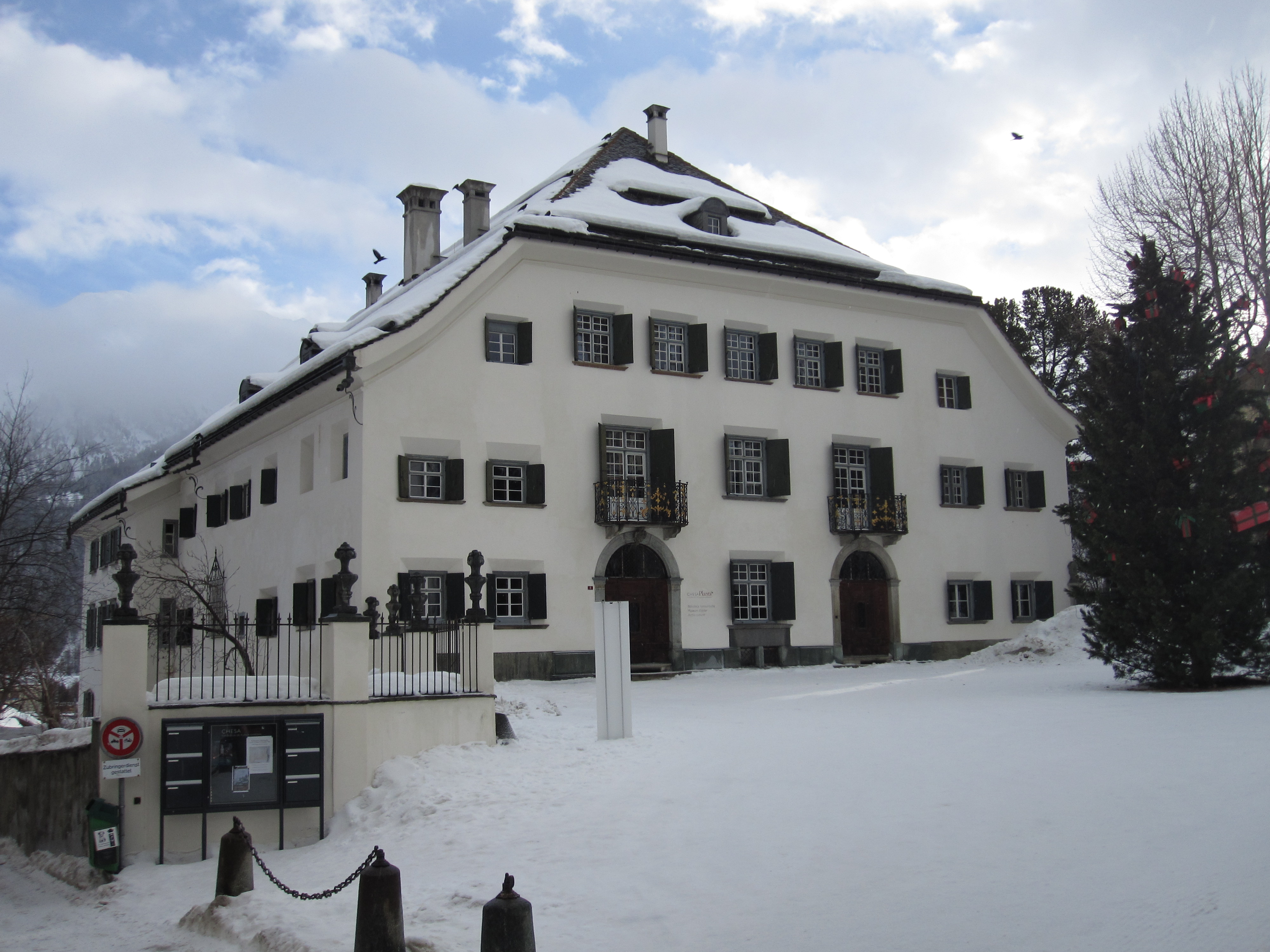
Chesa Planta

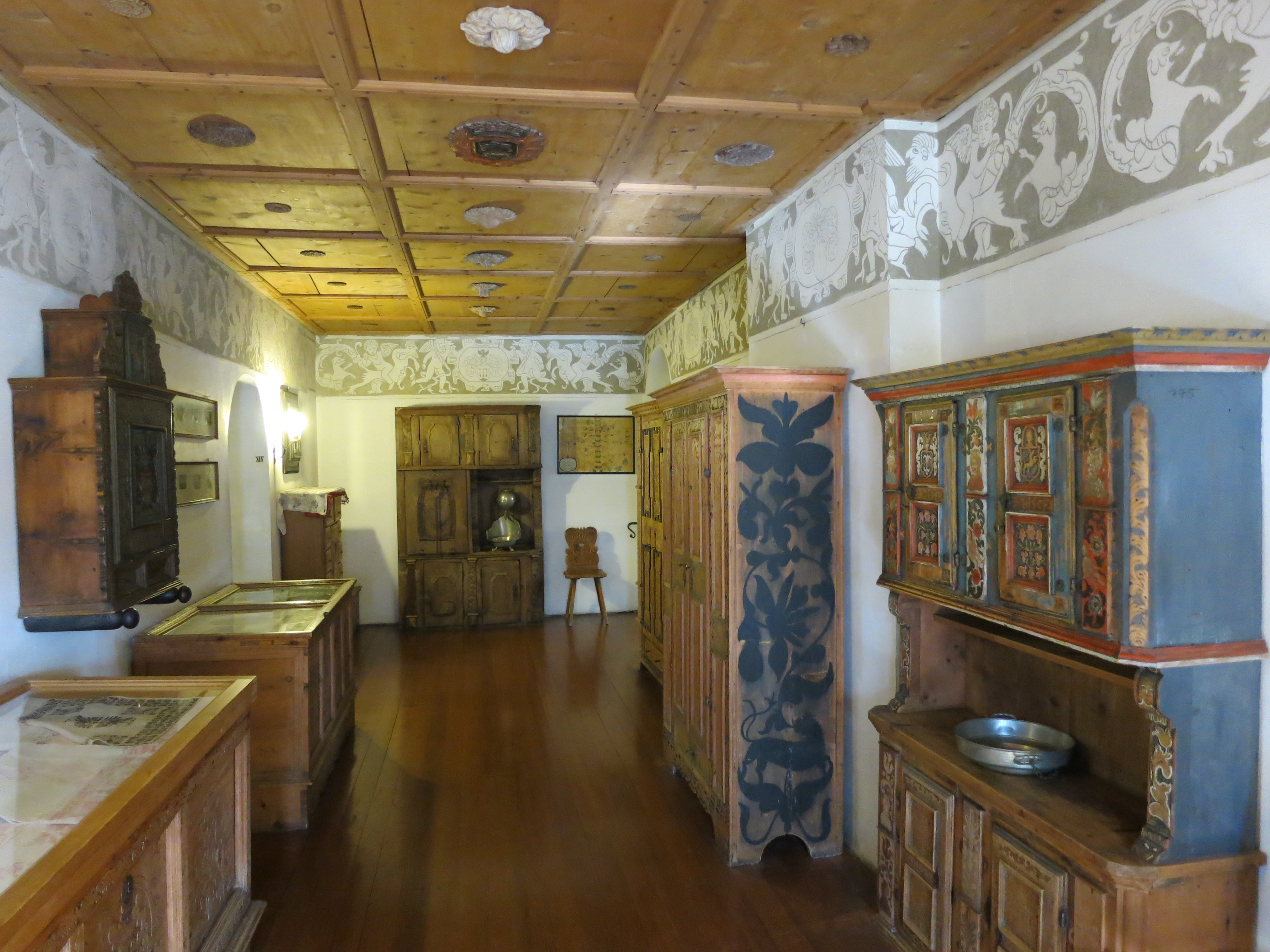
Im Innern der Chesa Planta

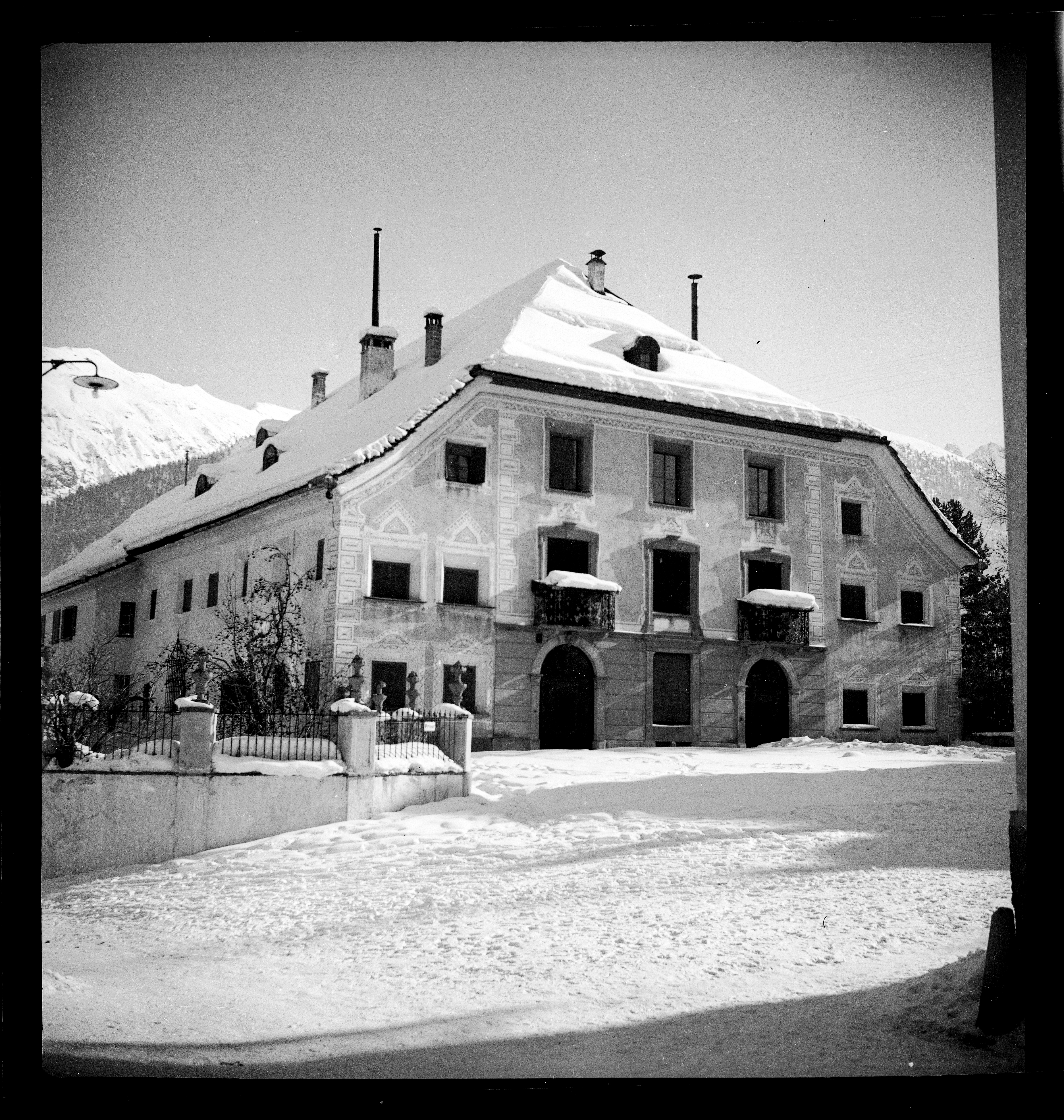
Aufnahme von Annemarie Schwarzenbach (1936)

Die Chesa Planta ([ˈtɕeːzɐ ˈplantɐ]ⓘ, Chesa rätoromanisch im Idiom Puter für «Haus») ist ein denkmalgeschütztes Gebäude in Samedan im Oberengadin im Schweizer Kanton Graubünden. Sie liegt nordwestlich des Bahnhofs Samedan in Mulins 2.

## Geschichte
Die Chesa Planta wurde 1595 von der Familie von Salis als repräsentatives Patrizierhaus mit geschwungenem Walmdach im Stil eines adligen Engadinerhauses erbaut. 1760 erfolgte ein Ausbau zum Doppelhaus. Im Jahre 1817 ging das Gebäude in den fortan namensgebenden Besitz der Samedener Familie Von Planta über. Diese überführte den Bau 1943 in eine Stiftung Fundaziun Planta-Samedan.
Das Kreisgericht des Kreises Oberengadin tagte bis 2015 in der Chesa Planta.

## Heutige Nutzung
In der Chesa Planta untergebracht ist das Kulturarchiv Oberengadin. Eine grosse Zahl von Nachlässen, Fotografien, Büchern, Plänen und Herbarblättern geben Zeugnis von der Geschichte der Oberengadiner Kultur. Das Haus ist zudem als Museum für die Wohnkultur des 18. und 19. Jahrhunderts konzipiert. Darüber hinaus beherbergt die Chesa Planta eine seit 1946 bestehende rätoromanische Bibliothek.